# Paraeuchaeta antarctica
Paraeuchaeta antarctica is een eenoogkreeftjessoort uit de familie van de Euchaetidae. De wetenschappelijke naam van de soort is voor het eerst geldig gepubliceerd in 1902 door Giesbrecht.